# Kathedraalschool

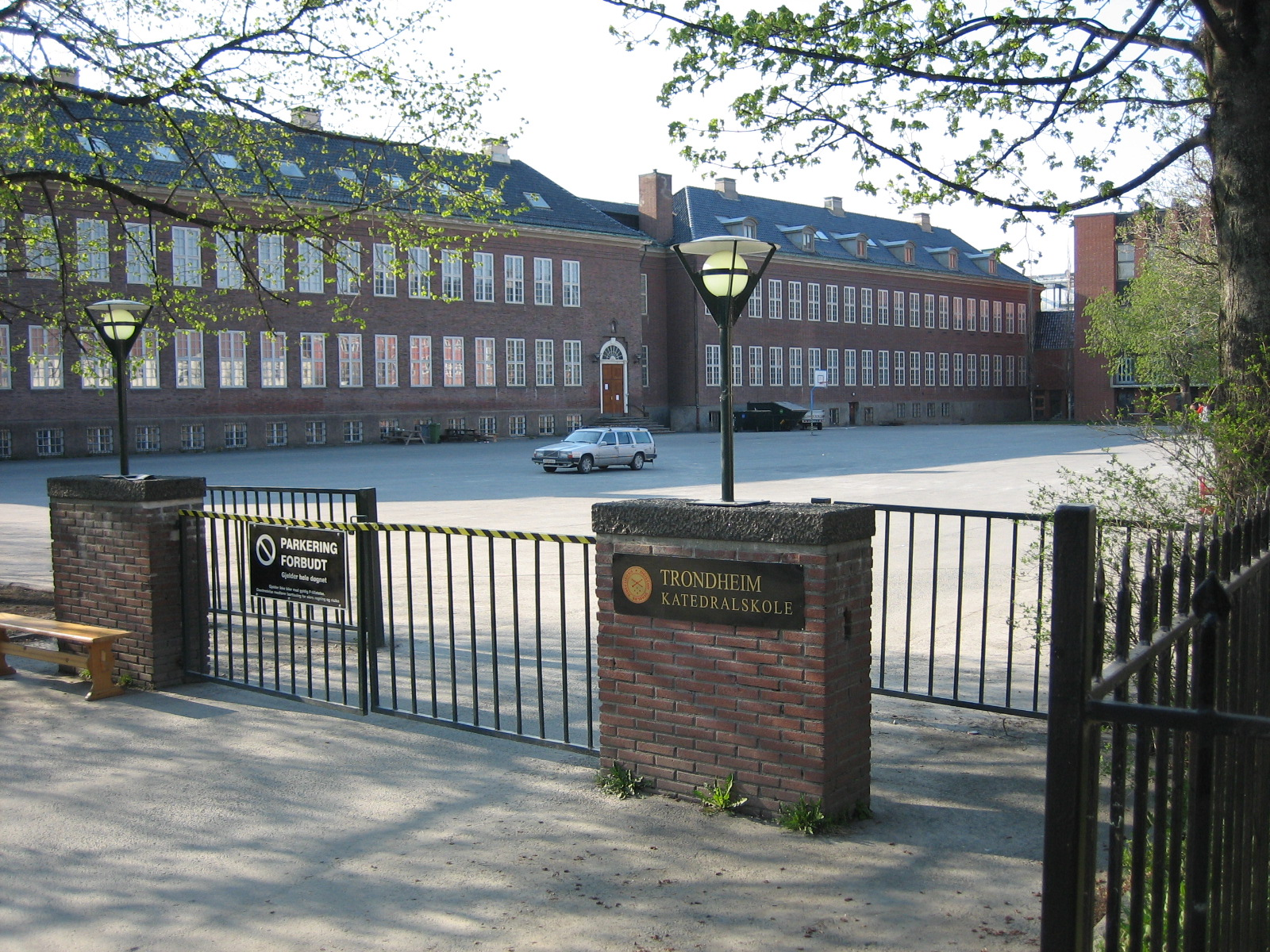
De Katedralskole van Trondheim, de oudste school van Noorwegen (1152), tegenwoordig een normale middelbare school

Een kathedraalschool is een van oorsprong Latijnse school die verbonden was aan het domkapittel van een kathedraal.

## Geschiedenis
Kathedraalscholen ontstonden in de vroege middeleeuwen als centra van voortgezet onderwijs. Oorspronkelijk werden deze veelal in de grotere steden opgericht, waar een bisschop zijn zetel en zijn hoofdkerk (kathedraal) gevestigd had. Aanvankelijk was er meestal maar één leraar die alle lessen gaf, de scholaster, die tevens het hoofd was. Pas als de toeloop van leerlingen groter was, vaak pas na enkele eeuwen, in de hoge middeleeuwen, toen er meer welvaart was en de bevolking flink groeide, werden er meer leraren aangetrokken. De voornaamste taak van de kathedraalschool was om geestelijken en priesters beter op te leiden voor functies in de kerk maar rijke kooplieden en aristocraten lieten soms ook hun kinderen hier een voortgezette educatie ondergaan. Een aantal van deze scholen ontwikkelden zich met goedkeuring van de paus na de 11e eeuw tot onafhankelijke middeleeuwse universiteiten. Gedurende de middeleeuwen en daarna werden ze aangevuld door kloosterscholen. Sommige van deze vroege kathedraalscholen bestaan nog steeds.
Bekend zijn de Utrechtse kathedraalschool (8e eeuw?), de kathedraalschool van Luik (10e eeuw) en de kathedraalschool van Oslo, opgericht in de periode kort na de kerstening van de Vikingen.